# Lista de mesorregiões e microrregiões de Mato Grosso

Mapa de Mato Grosso mostrando seus municípios agrupados em microrregiões, que por sua vez estão agrupadas em mesorregiões.

Esta é a lista de mesorregiões e microrregiões de Mato Grosso, estado brasileiro da Região Centro-Oeste do país. O estado de Mato Grosso foi dividido geograficamente pelo IBGE em cinco mesorregiões, que por sua vez abrangiam 22 microrregiões, segundo o quadro vigente entre 1989 e 2017.
Em 2017, o IBGE extinguiu as mesorregiões e microrregiões, criando um novo quadro regional brasileiro, com novas divisões geográficas denominadas, respectivamente, regiões geográficas intermediárias e imediatas.

## Mesorregiões de Mato Grosso
| Mesorregião               | Código | Número de municípios | Localização      | Microrregiões      | Código |
| ------------------------- | ------ | -------------------- | ---------------- | ------------------ | ------ |
| Norte Mato-Grossense      | 01     | 55                   |                  | Aripuanã           | 001    |
| Norte Mato-Grossense      | 01     | 55                   | Alta Floresta    | 002                |        |
| Norte Mato-Grossense      | 01     | 55                   | Colíder          | 003                |        |
| Norte Mato-Grossense      | 01     | 55                   | Parecis          | 004                |        |
| Norte Mato-Grossense      | 01     | 55                   | Arinos           | 005                |        |
| Norte Mato-Grossense      | 01     | 55                   | Alto Teles Pires | 006                |        |
| Norte Mato-Grossense      | 01     | 55                   | Sinop            | 007                |        |
| Norte Mato-Grossense      | 01     | 55                   | Paranatinga      | 008                |        |
| Nordeste Mato-Grossense   | 02     | 25                   |                  | Norte Araguaia     | 009    |
| Nordeste Mato-Grossense   | 02     | 25                   | Canarana         | 010                |        |
| Nordeste Mato-Grossense   | 02     | 25                   | Médio Araguaia   | 011                |        |
| Sudoeste Mato-Grossense   | 03     | 22                   |                  | Alto Guaporé       | 012    |
| Sudoeste Mato-Grossense   | 03     | 22                   | Tangará da Serra | 013                |        |
| Sudoeste Mato-Grossense   | 03     | 22                   | Jauru            | 014                |        |
| Centro-Sul Mato-Grossense | 04     | 17                   |                  | Alto Paraguai      | 015    |
| Centro-Sul Mato-Grossense | 04     | 17                   | Rosário Oeste    | 016                |        |
| Centro-Sul Mato-Grossense | 04     | 17                   | Cuiabá           | 017                |        |
| Centro-Sul Mato-Grossense | 04     | 17                   | Alto Pantanal    | 018                |        |
| Sudeste Mato-Grossense    | 05     | 22                   |                  | Primavera do Leste | 019    |
| Sudeste Mato-Grossense    | 05     | 22                   | Tesouro          | 020                |        |
| Sudeste Mato-Grossense    | 05     | 22                   | Rondonópolis     | 021                |        |
| Sudeste Mato-Grossense    | 05     | 22                   | Alto Araguaia    | 022                |        |

## Microrregiões de Mato Grosso divididas por mesorregiões

### Mesorregião do Norte Mato-Grossense
| Microrregião     | Código | Localização             | Municípios            |
| ---------------- | ------ | ----------------------- | --------------------- |
| Aripuanã         | 001    |                         | Aripuanã              |
| Aripuanã         | 001    | Brasnorte               |                       |
| Aripuanã         | 001    | Castanheira             |                       |
| Aripuanã         | 001    | Colniza                 |                       |
| Aripuanã         | 001    | Cotriguaçu              |                       |
| Aripuanã         | 001    | Juína                   |                       |
| Aripuanã         | 001    | Juruena                 |                       |
| Aripuanã         | 001    | Rondolândia             |                       |
| Alta Floresta    | 002    |                         | Alta Floresta         |
| Alta Floresta    | 002    | Apiacás                 |                       |
| Alta Floresta    | 002    | Carlinda                |                       |
| Alta Floresta    | 002    | Nova Bandeirantes       |                       |
| Alta Floresta    | 002    | Nova Monte Verde        |                       |
| Alta Floresta    | 002    | Paranaíta               |                       |
| Colíder          | 003    |                         | Colíder               |
| Colíder          | 003    | Guarantã do Norte       |                       |
| Colíder          | 003    | Matupá                  |                       |
| Colíder          | 003    | Nova Canaã do Norte     |                       |
| Colíder          | 003    | Nova Guarita            |                       |
| Colíder          | 003    | Novo Mundo              |                       |
| Colíder          | 003    | Peixoto de Azevedo      |                       |
| Colíder          | 003    | Terra Nova do Norte     |                       |
| Parecis          | 004    |                         | Campo Novo do Parecis |
| Parecis          | 004    | Campos de Júlio         |                       |
| Parecis          | 004    | Comodoro                |                       |
| Parecis          | 004    | Diamantino              |                       |
| Parecis          | 004    | Sapezal                 |                       |
| Arinos           | 005    |                         | Juara                 |
| Arinos           | 005    | Nova Maringá            |                       |
| Arinos           | 005    | Novo Horizonte do Norte |                       |
| Arinos           | 005    | Porto dos Gaúchos       |                       |
| Arinos           | 005    | São José do Rio Claro   |                       |
| Arinos           | 005    | Tabaporã                |                       |
| Alto Teles Pires | 006    |                         | Ipiranga do Norte     |
| Alto Teles Pires | 006    | Itanhangá               |                       |
| Alto Teles Pires | 006    | Lucas do Rio Verde      |                       |
| Alto Teles Pires | 006    | Nobres                  |                       |
| Alto Teles Pires | 006    | Nova Mutum              |                       |
| Alto Teles Pires | 006    | Nova Ubiratã            |                       |
| Alto Teles Pires | 006    | Santa Rita do Trivelato |                       |
| Alto Teles Pires | 006    | Sorriso                 |                       |
| Alto Teles Pires | 006    | Tapurah                 |                       |
| Sinop            | 007    |                         | Cláudia               |
| Sinop            | 007    | Feliz Natal             |                       |
| Sinop            | 007    | Itaúba                  |                       |
| Sinop            | 007    | Marcelândia             |                       |
| Sinop            | 007    | Nova Santa Helena       |                       |
| Sinop            | 007    | Santa Carmem            |                       |
| Sinop            | 007    | Sinop                   |                       |
| Sinop            | 007    | União do Sul            |                       |
| Sinop            | 007    | Vera                    |                       |
| Paranatinga      | 008    |                         | Gaúcha do Norte       |
| Paranatinga      | 008    | Nova Brasilândia        |                       |
| Paranatinga      | 008    | Paranatinga             |                       |
| Paranatinga      | 008    | Planalto da Serra       |                       |

### Mesorregião do Nordeste Mato-Grossense
| Microrregião   | Código | Localização            | Municípios     |
| -------------- | ------ | ---------------------- | -------------- |
| Norte Araguaia | 009    |                        | Alto Boa Vista |
| Norte Araguaia | 009    | Bom Jesus do Araguaia  |                |
| Norte Araguaia | 009    | Canabrava do Norte     |                |
| Norte Araguaia | 009    | Confresa               |                |
| Norte Araguaia | 009    | Luciara                |                |
| Norte Araguaia | 009    | Novo Santo Antônio     |                |
| Norte Araguaia | 009    | Porto Alegre do Norte  |                |
| Norte Araguaia | 009    | Ribeirão Cascalheira   |                |
| Norte Araguaia | 009    | Santa Cruz do Xingu    |                |
| Norte Araguaia | 009    | Santa Terezinha        |                |
| Norte Araguaia | 009    | São Félix do Araguaia  |                |
| Norte Araguaia | 009    | São José do Xingu      |                |
| Norte Araguaia | 009    | Serra Nova Dourada     |                |
| Norte Araguaia | 009    | Vila Rica              |                |
| Canarana       | 010    |                        | Água Boa       |
| Canarana       | 010    | Campinápolis           |                |
| Canarana       | 010    | Canarana               |                |
| Canarana       | 010    | Nova Nazaré            |                |
| Canarana       | 010    | Nova Xavantina         |                |
| Canarana       | 010    | Novo São Joaquim       |                |
| Canarana       | 010    | Querência              |                |
| Canarana       | 010    | Santo Antônio do Leste |                |
| Médio Araguaia | 011    |                        | Araguaiana     |
| Médio Araguaia | 011    | Barra do Garças        |                |
| Médio Araguaia | 011    | Cocalinho              |                |

### Mesorregião do Sudoeste Mato-Grossense
| Microrregião     | Código | Localização                      | Municípios        |
| ---------------- | ------ | -------------------------------- | ----------------- |
| Alto Guaporé     | 012    |                                  | Conquista d'Oeste |
| Alto Guaporé     | 012    | Nova Lacerda                     |                   |
| Alto Guaporé     | 012    | Pontes e Lacerda                 |                   |
| Alto Guaporé     | 012    | Vale de São Domingos             |                   |
| Alto Guaporé     | 012    | Vila Bela da Santíssima Trindade |                   |
| Tangará da Serra | 013    |                                  | Barra do Bugres   |
| Tangará da Serra | 013    | Denise                           |                   |
| Tangará da Serra | 013    | Nova Olímpia                     |                   |
| Tangará da Serra | 013    | Porto Estrela                    |                   |
| Tangará da Serra | 013    | Tangará da Serra                 |                   |
| Jauru            | 014    |                                  | Araputanga        |
| Jauru            | 014    | Figueirópolis d'Oeste            |                   |
| Jauru            | 014    | Glória d'Oeste                   |                   |
| Jauru            | 014    | Indiavaí                         |                   |
| Jauru            | 014    | Jauru                            |                   |
| Jauru            | 014    | Lambari d'Oeste                  |                   |
| Jauru            | 014    | Mirassol d'Oeste                 |                   |
| Jauru            | 014    | Porto Esperidião                 |                   |
| Jauru            | 014    | Reserva do Cabaçal               |                   |
| Jauru            | 014    | Rio Branco                       |                   |
| Jauru            | 014    | Salto do Céu                     |                   |
| Jauru            | 014    | São José dos Quatro Marcos       |                   |

### Mesorregião do Centro-Sul Mato-Grossense
| Microrregião  | Código | Localização                 | Municípios            |
| ------------- | ------ | --------------------------- | --------------------- |
| Alto Paraguai | 015    |                             | Alto Paraguai         |
| Alto Paraguai | 015    | Arenápolis                  |                       |
| Alto Paraguai | 015    | Nortelândia                 |                       |
| Alto Paraguai | 015    | Nova Marilândia             |                       |
| Alto Paraguai | 015    | Santo Afonso                |                       |
| Rosário Oeste | 016    |                             | Acorizal              |
| Rosário Oeste | 016    | Jangada                     |                       |
| Rosário Oeste | 016    | Rosário Oeste               |                       |
| Cuiabá        | 017    |                             | Chapada dos Guimarães |
| Cuiabá        | 017    | Cuiabá                      |                       |
| Cuiabá        | 017    | Nossa Senhora do Livramento |                       |
| Cuiabá        | 017    | Santo Antônio de Leverger   |                       |
| Cuiabá        | 017    | Várzea Grande               |                       |
| Alto Pantanal | 018    |                             | Barão de Melgaço      |
| Alto Pantanal | 018    | Cáceres                     |                       |
| Alto Pantanal | 018    | Curvelândia                 |                       |
| Alto Pantanal | 018    | Poconé                      |                       |

### Mesorregião do Sudeste Mato-Grossense
| Microrregião       | Código | Localização        | Municípios    |
| ------------------ | ------ | ------------------ | ------------- |
| Primavera do Leste | 019    |                    | Campo Verde   |
| Primavera do Leste | 019    | Primavera do Leste |               |
| Tesouro            | 020    |                    | Araguainha    |
| Tesouro            | 020    | General Carneiro   |               |
| Tesouro            | 020    | Guiratinga         |               |
| Tesouro            | 020    | Pontal do Araguaia |               |
| Tesouro            | 020    | Ponte Branca       |               |
| Tesouro            | 020    | Poxoréu            |               |
| Tesouro            | 020    | Ribeirãozinho      |               |
| Tesouro            | 020    | Tesouro            |               |
| Tesouro            | 020    | Torixoréu          |               |
| Rondonópolis       | 021    |                    | Dom Aquino    |
| Rondonópolis       | 021    | Itiquira           |               |
| Rondonópolis       | 021    | Jaciara            |               |
| Rondonópolis       | 021    | Juscimeira         |               |
| Rondonópolis       | 021    | Pedra Preta        |               |
| Rondonópolis       | 021    | Rondonópolis       |               |
| Rondonópolis       | 021    | São José do Povo   |               |
| Rondonópolis       | 021    | São Pedro da Cipa  |               |
| Alto Araguaia      | 022    |                    | Alto Araguaia |
| Alto Araguaia      | 022    | Alto Garças        |               |
| Alto Araguaia      | 022    | Alto Taquari       |               |